# Wuwei Lu
Wuwei Lu (chiń. 武威路站) – stacja metra w Szanghaju, na linii 11. Zlokalizowana jest pomiędzy stacjami Qilianshan Lu oraz Taopu Xincun. Została otwarta 31 grudnia 2009.